# خاک‌آهن

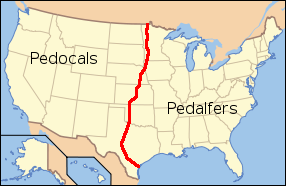
مرز میان خاک‌آهن (پدالفر) و خاک‌آهک (پدوکال) که ماربوت ترسیم کرده در نزدیکی نصف‌النهار ۹۸ درجه و محدوده بارش سالانه ۳۰ اینچ قرار دارد.

خاک‌آهن (pedalfer) خاک نواحی مرطوب و گرم است که سرشار از آلومینیوم‌اند.
خاک‌آهن‌ها گروه بزرگی از خاک‌ها هستند که در فرایند تشکیل آن‌ها مقدار اکسید فلزات سه‌ظرفیتی بیش از سیلیس است. آهک خاک‌آهن‌ها شسته شده و حاوی مقادیر قابل ملاحظه‌ای از سسکوئیکسیدها است. معمولاً خاک‌های موجود در مناطق گرم و مرطوب و شرجی و جنگل‌های استوایی جزء این گروه از خاک‌ها به‌شمار می‌آیند.
مقدار آهن و آلومینیوم به صورت اکسید در خاک‌آهن قابل توجه است و کلسیم کم دارد. به دلیل آب بیشتر در منطقه، هوازدگی در خاک‌آهن بیشتر است و کانی‌های رسی که در اثر هوازدگی شیمیایی حاصل می‌شوند، در این خاک نسبت به نوع خاک‌آهک بیشتر است.
دو دسته خاک دیگری که در برابر خاک‌آهن قرار می‌گیرند خاک‌آهک pedocal و لاتریت Laterite است. خاک‌آهک خاک نواحی خشک یا نیمه خشک که سرشار از کلسیم است. لاتریت نوعی خاک حاوی مقدار زیادی آهن و آلومینیوم است که در مناطق گرم و مرطوب گرمسیری شکل می‌گیرد.